# Црква Преноса моштију светог Николе (Баја)
Црква Преноса моштију светог Николе је један од православних храмова Српске православне цркве у Баји (Baja). Црква припада Будимској епархији Српске православне цркве.
Црква у Баји је посвећена Преносу моштију Светог Николе.

## Историјат
Црква Преноса моштију светог Николе је саграђена 1775. године. Освећена је 1779. године. Српски сликар Арсеније Арса Теодоровић (1763-1826) је осликао иконостас 1793. године. Архијеријски сто и иконе изнад стола потичу из 1810. године. 
Године 1881. црква је обновљена о трошку локалне црквене општине. Једну од конзервација архитектуре и иконостаса урадио је и Државни завод за заштиту споменика културе Мађарске.
Црква Преноса моштију светог Николе се налази у ужем градском језгру у чијој непосредној близини је и здање Српске мањинске самоуправе, где се окупљају Срби који су у Баји бројнија мањинска заједница. У православном храму у Баји службу држи свештеник Јован Бибић из Сантова, а сваке последње недеље у месецу је литургија. Највише се Срба окупи за храмовну славу у мају о летњем Светом Николи.

## Архитектура
Црква Преноса моштију светог Николе је велика једнобродна грађевина, са елементима класицизма.

## Референе
1. 1 2 3  „Црква Пренос Моштију Светог Оца Николаја, власништво Епархије будимске”. srbijakrozvekove.org. Приступљено 16. 4. 2022.[мртва веза]
2. ↑  „Точак историје ослабио некада јаку српску заједницу у Баји”. dnevnik.rs. Приступљено 16. 4. 2022.